# Орден «За заслуги в создании государства»
Орден «За заслуги в создании государства» — одна из высших государственных наград Республики Корея. Ею награждает президент республики «за выдающиеся заслуги в основании Республики Корея». С 1953 года им награждаются иностранные граждане, внёсшие весомый вклад в развитие и укрепление государства.

## История
Орден «За заслуги в создании государства» был учреждён 27 апреля 1949 года и стал первой наградой независимого государства. Первоначально орден имел три степени, но 14 декабря 1963 года в статут были внесены изменения и добавлены ещё две степени.
Изначально орденом награждались участники освободительного движения, герои борьбы за независимость.
В настоящее время орден вручается гражданам за особый вклад в развитие и укрепление корейского государства.
К январю 2017 года было награждено:
- 1-й степенью — 32 человека,
- 2-й степенью — 93 человека,
- 3-й степенью — 806 человек,
- 4-й степенью — 3 886 человек,
- 5-й степенью — 5 016 человек.

## Степени
В отличие от многих других орденов, степени ордена «За заслуги в создании государства» имеют особые названия:
- Республиканский (1-й класс) — знак ордена на плечевой ленте-перевязи, звезда ордена;
- Президентский (2-й класс) — знак ордена меньшего размера на плечевой ленте-перевязи, звезда ордена меньшего размера;
- Независимости (3-й класс) — знак ордена на шейной ленте, звезда ордена;
- Патриотический (4-й класс) — знак ордена на нагрудной колодке с розеткой;
- Национальной гордости (5-й класс) — знак ордена на нагрудной колодке.

## Описание знака
Знак ордена — восьмилучевая золотая звезда, в центре которой находится один из символов Кореи — круг, образованный двумя каплевидными знаками, синим и красным, символизирующими позитивное и негативные начала «инь» и «ян». Между лучей звезды выглядывают двугранные штралы синей эмали.
Звезда ордена подобна знаку.